# Comitatul Kane, Utah

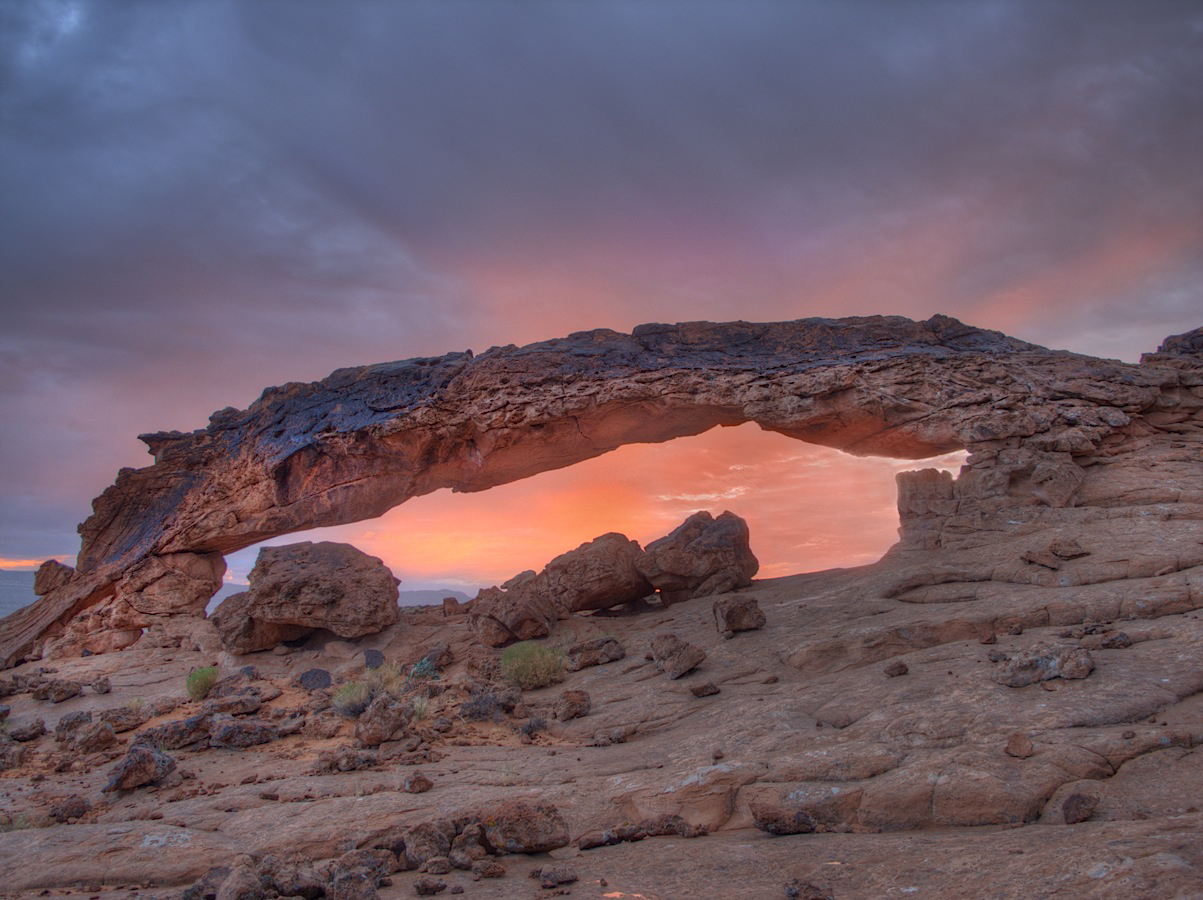
Sunset Arch, Glen Canyon National Recreation Area

Comitatul Kane (în engleză Kane County) este un comitat din statul Utah, Statele Unite ale Americii, cu o populație de 7.125 de locuitori (2010).